# Hứa Diệu Nguyên
Hứa Diệu Nguyên (tiếng Trung: 许耀元; sinh tháng 12 năm 1952) là Thượng tướng Quân Giải phóng Nhân dân Trung Quốc (PLA). Ông từng giữ chức vụ Chính ủy Viện Hàn lâm Khoa học Quân sự Trung Quốc và Chính ủy Lực lượng Cảnh sát Vũ trang Nhân dân Trung Quốc.

## Tiểu sử
Hứa Diệu Nguyên sinh tháng 12 năm 1952 tại Ngô Giang, tỉnh Giang Tô.
Tháng 2 năm 1969, Hứa Diệu Nguyên nhập ngũ. Tháng 10 năm 1971, ông gia nhập Đảng Cộng sản Trung Quốc, trước tiên ông phục vụ tại Quân đoàn 23 và Tập đoàn quân 23, ông trưởng thành từ chiến sĩ, từng đảm nhiệm cương vị Chủ nhiệm Phòng Chính trị Sư đoàn, Phó Chính ủy Sư đoàn, Chính ủy Sư đoàn, Trưởng Ban Cán bộ thuộc Cục Chính trị Quân khu Thẩm Dương và Chủ nhiệm Cục Chính trị Tập đoàn quân 23.
Năm 1997, ông được bổ nhiệm giữ chức Phó Cục trưởng Cục Cán bộ, Tổng cục Chính trị Quân Giải phóng Nhân dân Trung Quốc (GPD). Tháng 7 năm 2001, ông được phong quân hàm Thiếu tướng. Năm 2004, ông được bổ nhiệm làm Cục trưởng Cục Cán bộ, Tổng cục Chính trị. Tháng 9 năm 2007, ông được luân chuyển làm Trợ lý Chủ nhiệm Tổng cục Chính trị Quân Giải phóng Nhân dân Trung Quốc. Tháng 7 năm 2009, ông được thăng quân hàm Trung tướng.
Tháng 7 năm 2010, ông được bổ nhiệm giữ chức Chính ủy Lực lượng Cảnh sát Vũ trang Nhân dân Trung Quốc (PAP) đồng thời ông được cải phong quân hàm Trung tướng Quân Giải phóng Nhân dân Trung Quốc thành cảnh hàm Trung tướng Cảnh sát Vũ trang. Tháng 7 năm 2012, Hứa Diệu Nguyên được phong cảnh hàm Thượng tướng Cảnh sát Vũ trang. Ngày 14 tháng 11 năm 2012, tại Đại hội Đảng Cộng sản Trung Quốc lần thứ 18, ông được bầu làm Ủy viên Ban Chấp hành Trung ương Đảng Cộng sản Trung Quốc khóa XVIII. Tháng 12 năm 2014, Hứa Diệu Nguyên được điều chuyển làm Chính ủy Viện Hàn lâm Khoa học Quân sự Trung Quốc thay cho Tôn Tư Kính đồng thời ông được cải phong cảnh hàm Thượng tướng Cảnh sát Vũ trang thành quân hàm Thượng tướng. Tháng 6 năm 2017, ông được miễn nhiệm chức vụ Chính ủy Viện Hàn lâm Khoa học Quân sự Trung Quốc, thay thế ông là Trung tướng Phương Hướng.